# Раковніца
Раковніца (словац. Rakovnica) — село в окрузі Рожнява Кошицького краю Словаччини, історична область Гемера. Площа села 7,09 км². Станом на 31 грудня 2016 року в селі проживало 583 жителі.

## Історія
Перші згадки про село датуються 1327 роком.

## Населення
| Рік:            | 1994. | 2004.   | 2014.   | 2024.   |
| --------------- | ----- | ------- | ------- | ------- |
| Кількість осіб: | 602   | 586     | 591     | 570     |
| Різниця:        |       | -2,65 % | +0,85 % | -3,55 % |

| Рік:            | 2023. | 2024.   |
| --------------- | ----- | ------- |
| Кількість осіб: | 577   | 570     |
| Різниця:        |       | -1,21 % |